# Маний Ацилий Глабрион (народный трибун)
Ма́ний Аци́лий Глабрио́н (лат. Manius Acilius Glabrio) — древнеримский политик и сенатор из знатного плебейского рода Ацилиев. Был зятем Квинта Муция Сцеволы.

## Биография
Приблизительно в 122 году до н. э. Маний Ацилий был народным трибуном. Его сын, носивший такое же имя, стал консулом в 67 году до н. э.